# James DeMonaco
James DeMonaco (Brooklyn, 12 de outubro de 1969) é um diretor, roteirista e produtor americano. Ele é mais conhecido por criar a franquia The Purge, escrever e dirigir The Purge, The Purge: Anarchy e The Purge: Election Year. O primeiro roteiro produzido por DeMonaco foi a comédia Jack, de Robin Williams, dirigida pelo vencedor do Óscar, Francis Ford Coppola.

## Filmografia

### Cinema
| Ano  | Filme                             | Diretor | Produtor | Roteirista | Observação                                |
| ---- | --------------------------------- | ------- | -------- | ---------- | ----------------------------------------- |
| 1996 | Jack                              | Não     | Não      | Sim        | Co-escrito com Gary Nadeau                |
| 1998 | The Negotiator                    | Não     | Não      | Sim        | Co-escrito com Kevin Fox                  |
| 2005 | Assault on Precinct 13            | Não     | Não      | Sim        |                                           |
| 2007 | Skinwalkers                       | Não     | Não      | Sim        | Co-escrito com Todd Harthan e James Roday |
| 2009 | Staten Island                     | Sim     | Não      | Sim        | Estreia como diretor                      |
| 2013 | The Purge                         | Sim     | Não      | Sim        |                                           |
| 2014 | The Purge: Anarchy                | Sim     | Não      | Sim        |                                           |
| 2016 | The Purge: Election Year          | Sim     | Não      | Sim        |                                           |
| 2018 | The First Purge                   | Não     | Sim      | Sim        | Como produtor executivo e roteirista      |
| 2019 | Once Upon a Time in Staten Island | Sim     | Não      | Sim        |                                           |

### Televisão
| Ano  | Título         | Papel                         | Crédito(s) |
| ---- | -------------- | ----------------------------- | --- |
| 2005 | HBO First Look | Ele mesmo                     | |
| 2007 | The Kill Point | Produtor, roteirista          | - Who's Afraid of Mr. Wolf, Part 1 – roteirista (escrito por), produtor executivo - Who's Afraid of Mr. Wolf? Part 2 – roteirista (escrito por), produtor executivo - No Meringue – roteirista (escrito por)), produtor executivo - Pro Patria – roteirista (escrito por) - Visiting Hours – roteirista (escrito por) - The Great Ape Escape – roteirista - Rabbit at Unrest – produtor executivo - The Devil's Zoo – roteirista |
| 2009 | Crash          | Roteirista, produtor          | - You Set the Scene – produtor executivo - Always See Your Face – roteirista (escrito por), produtor executivo - The World's a Mess/It's in My Kiss – produtor executivo - Can't Explain – produtor executivo - You, I'll Be Following – produtor executivo - No Matter What You Do – produtor executivo - Johnny Hit and Run Pauline – produtor executivo - Lovers in Captivity – roteirista (escrito por), produtor executivo - Endangered Species – produtor executivo - Master of Puppets – produtor executivo - Calm Like a Bomb – produtor executivo - Alone Again Or... – roteirista (escrito por), produtor executivo - Los Angeles – produtor executivo |
| 2018 | The Purge      | Criador, roteirista, produtor | - What is America? - roteirista (escrito por), produtor executivo - Take What's Yours - produtor executivo - The Urge To Purge - produtor executivo - Release The Beast - produtor executivo - Rise Up - produtor executivo - The Forgotten - produtor executivo - Lovely Deep and Dark - roteirista (história), produtor executivo - Giving Time Is Here - produtor executivo - I Will Participate - produtor executivo - A Nation Reborn - roteirista (história), produtor executivo |